# Сан Паоло-Канистра (Месина)
Сан Паоло-Канистра је насеље у Италији у округу Месина, региону Сицилија.
Према процени из 2011. у насељу је живело 737 становника. Насеље се налази на надморској висини од 176 м.